# Marin Čolak
Marin Čolak (Zagreb, 4 de março de 1984) é um automobilista croata.
Corre no Campeonato Mundial de Carros de Turismo (W.T.C.C.), pilotando um SEAT León.